# Garde d'enfant à domicile
 (15 décembre 2018).
Une (un) garde d'enfant à domicile est une employée (un employé), de maison qui garde le ou les bébés au domicile des parents. Il peut s'agir que d'une seule famille faisant garder un ou plusieurs enfants ou de plusieurs familles se regroupant pour partager les frais. Dans ce dernier cas, appelée garde partagée, la garde peut se faire alternativement chez chaque famille ou une exclusivement.

## En France
Il existe deux formes bien différentes de cette activité :
- Soit la famille est directement employeur de la personne, dans ce cas elle assurera son recrutement, son encadrement, sa rémunération, son assurance et les déclarations aux organismes URSSAF, Médecine du travail, etc. (et qu'il ait une carte de séjour s'il est étranger). Aucun diplôme n'est réclamé et l'employé ne fera pas l'objet de contrôles par l'État (contrairement aux organismes agréés, ou bien aux assistantes maternelles qui peuvent être auditionnées par la Protection maternelle et infantile).
- Soit la famille sollicite une association ou une entreprise agréée par l'État, qui fournira une prestation de service et qui restera l'employeur de la professionnelle (ou du professionnel). Dans ce cas, les personnels sont qualifiés et diplômés,tout du moins pour la garde des enfants de moins de trois ans, et l'organisme se charge de son recrutement, sa rémunération, son encadrement, toutes les déclarations administratives et sa formation professionnelle.

Cette activité est devenue accessible aussi aux hommes, plus couramment aux étudiants.
Il s'agit d'un des cinq modes de garde subventionné par l'État, tant au titre des « services à la personne » : déduction fiscale (50 % ; voir CGI article 199 sexdecies) qu'au titre des aides de la Caisse d'allocations familiales.
En France, le coût moyen net d'une heure de garde à domicile est de 9,12€ en 2019, bien qu'il existe de fortes variations de tarifs selon les régions.